# Новиград (Задар)
Новигра́д (хорв. Novigrad) — посёлок в Хорватии, в центральной Далмации, в Задарской жупании. Население — 542 человека в самом посёлке и 2368 человек в общине с центром в Новиграде. Поскольку в Истрии есть город с тем же названием, в Хорватии часто называется Новиградом Задарским или Новиградом Далматинским.

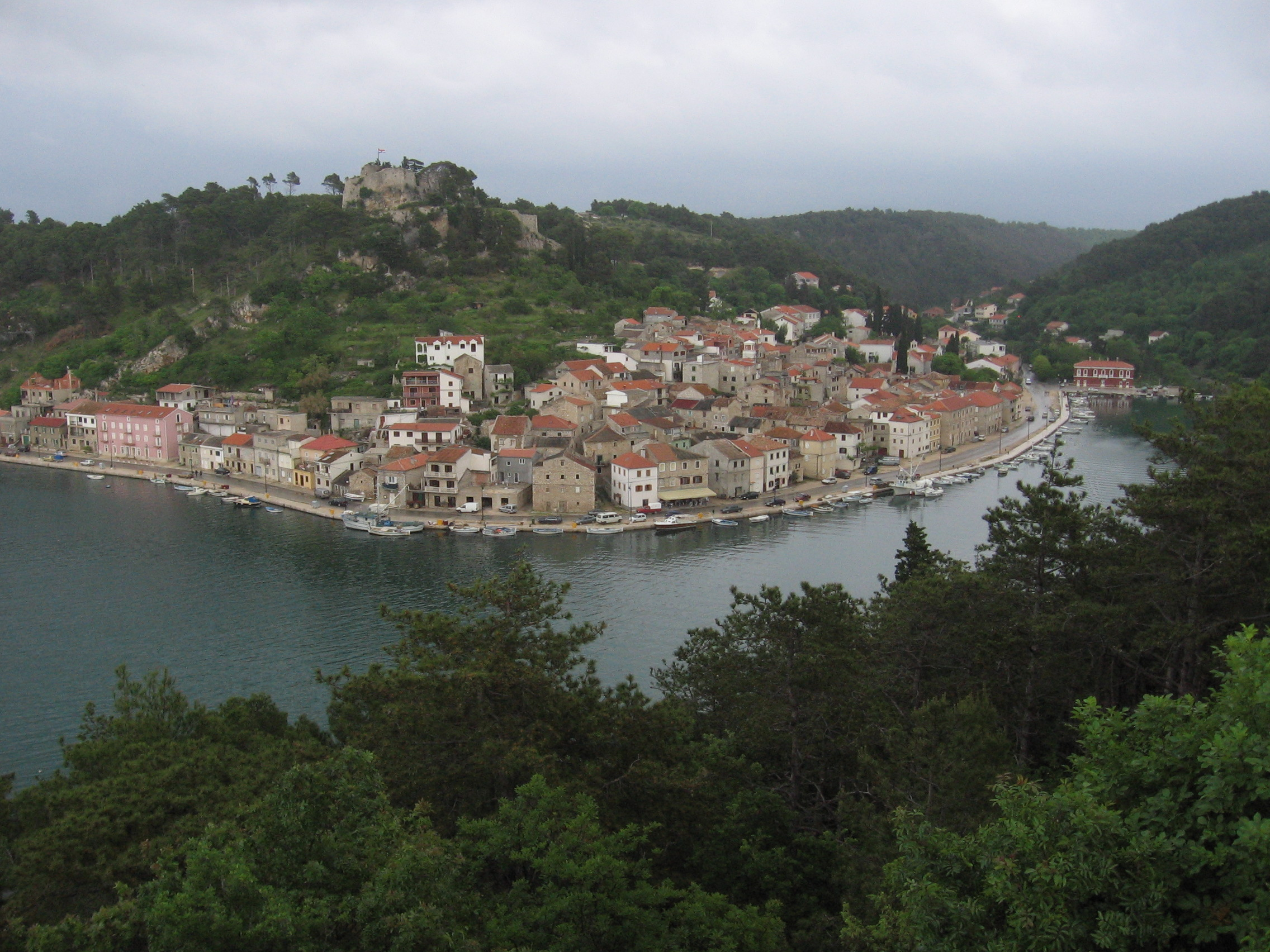

Новиград расположен в 35 км к северо-востоку от Задара, на южном берегу залива Новиградско-Море, большого морского залива, соединённого с Адриатическим морем узким Новским проливом. Сам посёлок находится на берегу залива, а на холме над посёлком находятся руины средневековой крепости XIII века. В 1386 году в этом замке были заключены королевы Мария и Елизавета, годом позже Елизавета была здесь убита. Новиград исторически был городом рыбаков, рыбацкие традиции в Новиграде сохраняются.
В 1992—1993 берега залива Новиградско-Море стали ареной ожесточённых боёв между хорватской армией и войсками Республики Сербская Краина. В 1992 году Новиград был занят сербами, целью которых было разрушение стратегически важного моста над Новским проливом. В 1993 году в ходе операции Масленица Новиград занят хорватской армией.